# Secular Haze
Secular Haze è un singolo del gruppo rock svedese Ghost, pubblicato il 15 dicembre 2012 dalla Loma Vista.

## Antefatti
Il 14 dicembre 2012, i Ghost hanno creato il sito web SecularHaze.com, che conteneva l'audio di una nuova canzone dei Ghost senza voce. Sulla pagina c'era un orologio le cui lancette si muovevano in senso antiorario e cinque candele, ognuna delle quali suonava un elemento della nuova canzone quando l'utente ci passava sopra con il mouse. Il giorno successivo, la band ha caricato una nuova canzone sul proprio canale YouTube ufficiale, chiamata, appunto Secular Haze. Più tardi quel giorno, si sono esibiti in un concerto speciale nella loro città natale di Linköping, in Svezia, eseguendo l'intero disco Opus Eponymous insieme a Secular Haze e a una loro cover di I'm a Marionette degli Abba. Prima che Secular Haze venisse eseguita, Papa Emeritus, il cantante della band, scomparve nel buio del palco per essere sostituito da Papa Emeritus II. Dopo questo concerto, il sito SecularHaze.com è stato aggiornato per includere una sesta candela contenente la traccia vocale della canzone "Secular Haze". Quattro giorni dopo, la band ha annunciato il titolo del loro secondo album, Infestissumam, insieme alla pagina web Infestissumam.com che mostrava l'elenco dei brani dell'album.

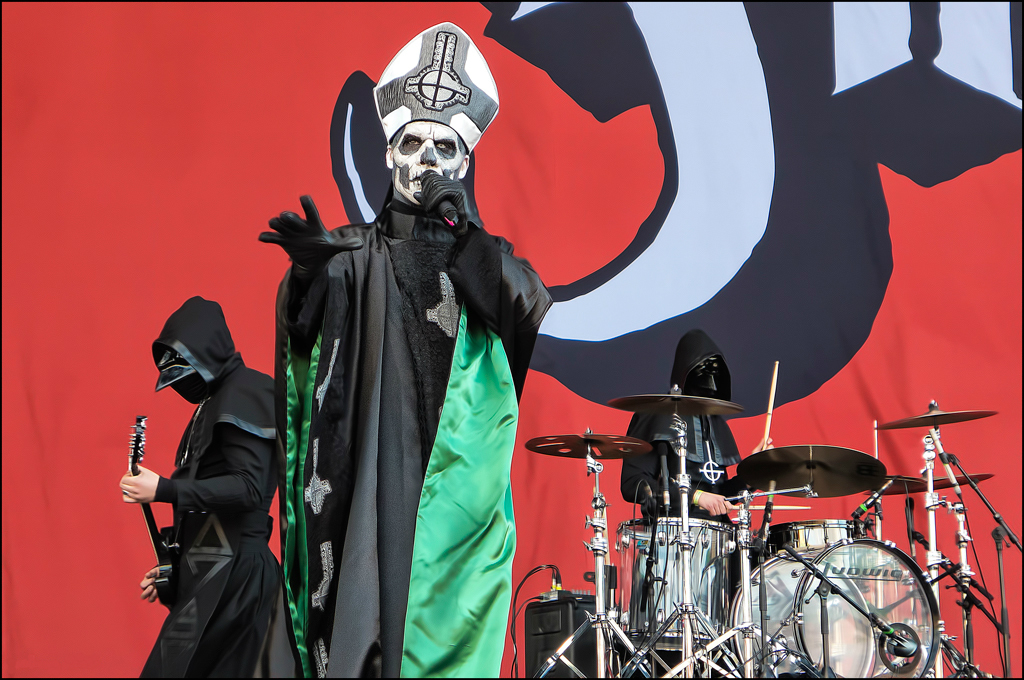
I Ghost si esibiscono in Spagna al Sonisphere Festival, 2013

## Descrizione
Secular Haze è stato il primo singolo dell'album, distribuito gratuitamente ai fan che si sono iscritti alla mailing list della band dal 15 dicembre 2012. Successivamente è stata pubblicata una tiratura limitata di dischi in vinile da 10 pollici del singolo. Sulla scelta di Secular Haze come primo singolo, un Ghoul ha detto "volevamo presentare una canzone del nuovo disco che fosse in piedi da sola ma senza essere troppo lontana dal primo disco". Il lato B del singolo è la cover di I'm a Marionette degli ABBA, con Dave Grohl, ex Nirvana e frontman Foo Fighters, alla batteria e come produttore. La collaborazione è avvenuta quando, prima di andare a Nashville per registrare l'album, i Ghost hanno registrato un demo di alcune cover e stavano discutendo se avrebbero dovuto inserirle nell'album.
La versione dei Ghost di I'm a Marionette è stata inclusa nelle edizioni deluxe e giapponese di Infestissumam. Questo e l'altro materiale registrato con Grohl è stato pubblicato anche nell'EP If You Have Ghost, che include anche una performance dal vivo di Secular Haze. La band Tub Ring ha registrato una cover della canzone nel loro album del 2017 A Choice of Catastrophes.

## Video musicale
Per Secular Haze i Ghost hanno registrato il loro primo video musicale, con il regista Amir Chamdin. IL video è stato caricato sul canale YouTube ufficiale della band il 19 febbraio 2013. Il video mostra un'esibizione della band su un palco, che ricorda uno spettacolo televisivo degli anni '70.

## Tracce
1. Secular Haze – 5:11
2. I'm a Marionette (cover degli ABBA) – 4:52 (Benny Andersson, Björn Ulvaeus)

## Classifiche
Il singolo ha raggiunto il numero 22 nelle classifiche ufficiali finlandesi.

## Formazione
- Papa Emeritus II - voce
- Nameless Ghouls - tutti gli strumenti: chitarra solista, basso, tastiera, batteria, chitarra ritmica
- Dave Grohl - batteria e produzione di "I'm a Marionette"